# Sächsische Gesellschaft für Botanik und Gartenbau
Die Flora – Sächsische Gesellschaft für Botanik und Gartenbau war eine Vereinigung von Botanikern, Gartenbauunternehmern und thematisch interessierten Förderern.

## Geschichte

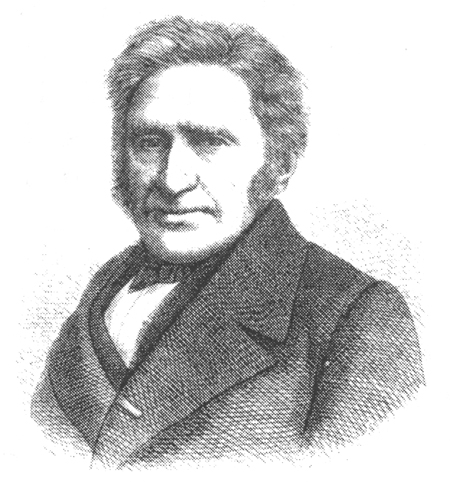
Heinrich Gottlieb Ludwig Reichenbach, der Initiator der Flora

Die Gesellschaft existierte bereits 1826, ihr Satzungsbeschluss wurde von den Mitgliedern aber erst am 22. Februar 1828 in Dresden gefasst. Ihr erster Name aus dieser Satzung lautete Flora – Gesellschaft für Botanik und Gartenbau in Dresden. Hauptinitiator war Heinrich Gottlieb Ludwig Reichenbach. Die Mitglieder waren anfänglich hauptsächlich oft Ärzte, Naturwissenschaftler sowie Botaniker. Zu den frühen Stiftungsmitgliedern zählen der Oberhofprediger Christoph Ammon, der Kammerherr Hans Georg von Carlowitz, Hofrat Friedrich Ludwig Kreysig und der Geheime Finanzrat Gustav von Flotow. Weitere Mitglieder waren Hanns Bruno Geinitz, Heinrich Cotta, Carl Georg Drude, Carl Gustav Carus, Gustav Friedrich Krause, Gottlob Ludwig Rabenhorst und Max Neumeister. Am 22. Februar 1828 betrug die Mitgliederzahl 31 Personen.
Zunächst umfasste die Tätigkeit der Gesellschaft die Schwerpunkte Pflanzenkultur, Wissenschaftliche Botanik und Hilfswissenschaften. Sie verfügte bereits in den 1840er Jahren über eine umfangreiche wissenschaftliche Bibliothek, ein Archiv und eine große Kollektion an Herbarien. Der überwiegende Teil dieses wissenschaftlichen Bestände verbrannte am 6. Mai 1849, als in den Barrikadenkämpfen das Opernhaus am Zwinger entzündet wurde und dabei das Feuer auf den angrenzenden Stadtpavillon des Zwingers übergriff, wo die Flora ihren Sitz hatte.
Vom 9. November 1874 bis zum 30. September 1922 betrieb die Gesellschaft zur Förderung der Berufsausbildung auf ihrem Sektor eine Gärtnerlehranstalt. Sie übernahm damit eine Vorläuferinstitution vom Landwirthschaftlichen Kreisverein zu Dresden, der sie am 1. Oktober 1856 gegründet hatte. Die Schüler wurden in den Fächern Berufskunde, Gärtnerisches Zeichnen, Deutsch, Rechnen, Buchführung, Geometrie und Bürgerkunde unterrichtet.
Nach 1900 wandelte sie sich schrittweise von einem wissenschaftlichen Verein hin zu einem Berufsgärtnerverein. Ihr Anliegen wurde dann primär die Pflege des Gartenbaus und des Naturschutzes. Sie vergab hierzu auch an besonders befähigten Nachwuchs Reisestipendien, mit denen Studienreisen an die wichtigsten Parks und Gärten Europas unternommen werden konnten. Einer ihrer bedeutendsten Stipendiaten dürfte der spätere sächsische Landschaftsarchitekt Hermann Schüttauf gewesen sein. Er erlangte das Stipendium 1914.
Die schwierige Situation der Inflationszeit im Jahr 1922 zwang die Flora mit der Stadt Dresden zwecks einer Übernahme dieser Schule zu verhandeln. Nach einer gemeinsamen Vereinbarung übernahm die Stadt am 1. Oktober 1922 diese Ausbildungsstätte.
Es wird angenommen, dass die Gesellschaft 1945 oder 1946 durch die Verwaltung aufgelöst wurde. Genaueres darüber ist jedoch nicht bekannt. Eine Neubegründung dieser Gesellschaft nach 1990 erfolgte nicht.
Die Flora war Hauptveranstalterin der Internationalen Gartenbau-Ausstellungen 1887, 1896 und 1907 in Dresden. Alle drei Veranstaltungen fanden im Großen Garten statt. Mit der II. Internationalen Gartenbauausstellung 1896 wurde gleichzeitig der seit 1894 errichtete Städtische Ausstellungspalast eröffnet. Anlässlich des 100-jährigen Bestehens der Gesellschaft wurde 1926 die Jubiläums-Gartenbau-Ausstellung abgehalten.

## Mitteilungen
- Carl Traugott Schramm: Mittheilungen über Flora, Gesellschaft für Botanik und Gartenbau in Dresden, Bd. 1, Arnoldsche Buchhandlung, Dresden, Leipzig, 1848, (online, Sächsische Landesbibliothek – Staats- und Universitätsbibliothek Dresden (SLUB)).
- Carl Traugott Schramm: Mittheilungen über Flora, Gesellschaft für Botanik und Gartenbau in Dresden, Bd. 2, Woldemar Türk, Dresden, 1852, (online, Sächsische Landesbibliothek – Staats- und Universitätsbibliothek Dresden (SLUB)).
- Karl Friedrich Ehrig: Mittheilungen über Flora, Gesellschaft für Botanik und Gartenbau in Dresden, Bd. 3, Dresden, 1864, (online, Sächsische Landesbibliothek – Staats- und Universitätsbibliothek Dresden (SLUB)).